# Ostrovul Mare
Ostrovul Mare je prirodni rezervat, otok na Dunavu zajedno s Ostrovul Calnovăț, u blizini Islaza, županija Teleorman, Rumunjska. Nalazi se uz jugoistočnu, rumunjsku stranu Dunava, dok je sjevernozapadno od otoka bugarsko-rumunjska granica i bugarski grad Vidin.
Na otoku se gnijezdi kolonija malih vranaca.

## Vanjske poveznice
|  | Zajednički poslužitelj ima još gradiva o temi Ostrovul Mare |